# Chadefaudia
Chadefaudia es un género de hongos de la familia Halosphaeriaceae. El género contiene seis especies.